# Sayghan (huyện)
Sayghan là một huyện thuộc tỉnh Bamian, Afghanistan. Dân số thời điểm năm 1999 là -16,8 người.